# Timo Scheider
Timo Scheider (* 10. November 1978 in Lahnstein) ist ein deutscher Automobilrennfahrer. Er startete von 2000 bis 2016 in der DTM und wurde dort 2008 und 2009 Gesamtsieger.

## Karriere

### Anfänge im Motorsport (1989–1999)

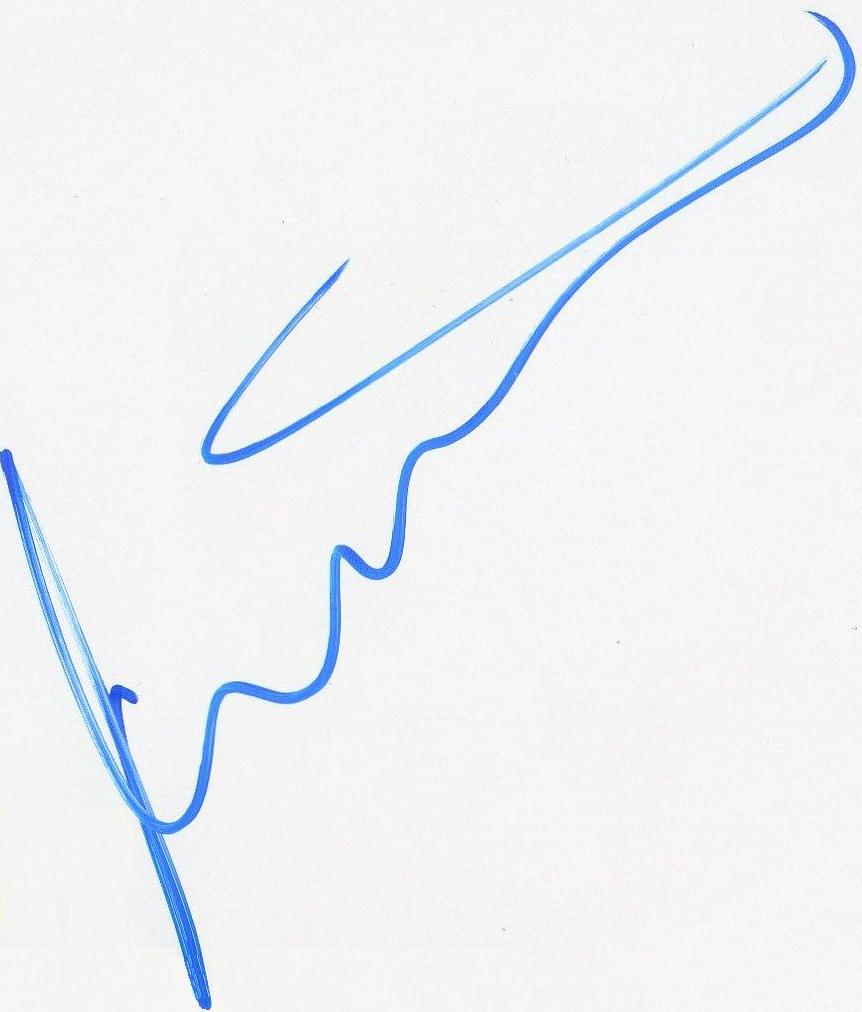
Unterschrift von Timo Scheider

Scheider begann seine Motorsportkarriere 1989 im Kartsport, welchen er bis 1994 betrieb. Unter anderem gewann er 1994 die deutsche Junioren-Kartmeisterschaft. 1995 wechselte er in den Formelsport. Er debütierte in der deutschen Formel Renault 1800 und gewann auf Anhieb den Meistertitel. 1996 folgte schließlich der vierte Gesamtrang in der deutschen Formel Renault 2000.
1997 wechselte Scheider in die deutsche Formel-3-Meisterschaft. Er gewann drei Rennen und stand bei insgesamt zwölf von achtzehn Rennen auf dem Podest. Mit 218 zu 224 Punkten wurde er schließlich Vizemeister hinter Nick Heidfeld. In der darauffolgenden Saison gewann er erneut drei Rennen. In der Gesamtwertung reichte es für ihn in dieser Saison aber nur für den siebten Platz. Zu vier Rennen trat er nicht an. Außerdem nahm er am Formel-3-Masters in Zandvoort teil und beendete das Rennen auf der achten Position. 1999 absolvierte Scheider sein drittes Jahr in der deutschen Formel-3-Meisterschaft. Mit einem Lauferfolg schloss er die Saison auf dem sechsten Gesamtrang ab. Beim Formel-3-Masters wurde er in dieser Saison Zwölfter.

### DTM mit Opel (2000–2004)
2000 wechselte Scheider in den Tourenwagensport in die DTM zum Team Holzer, die mit Opel-Fahrzeugen antraten. Mit zwei vierten Plätzen als beste Resultate beendete er seine Debütsaison auf dem zwölften Platz der Meisterschaft. 2001 absolvierte Scheider seine zweite Saison für das Team Holzer und belegte den Meisterschaftsplatz 20.
2002 verbesserte sich Scheider auf den achten Platz der DTM-Fahrerwertung. 2003 wechselte Scheider innerhalb der DTM-Opelteams zum Team Phoenix und er beendete die Saison erneut auf dem achten Gesamtrang. In Zandvoort erzielte er seine erste Pole-Position in der DTM. Sein Teamkollege Peter Dumbreck hatte in dieser Saison mehr als doppelt so viele Punkte wie er erzielt. Darüber hinaus gewann er 2003 auf einem Opel Astra V8 gemeinsam mit Manuel Reuter, Volker Strycek und Marcel Tiemann das 24-Stunden-Rennen auf dem Nürburgring.
2004 kehrte Scheider zum Team Holzer zurück. Im dritten Jahr in Folge belegte er den achten Gesamtrang, obwohl er abermals ohne eine Podest-Platzierung geblieben war. In dieser Saison war er damit der beste Opel-Pilot.

### FIA-GT und A1GP (2005–2006)
2005 wechselte Scheider in die FIA-GT-Meisterschaft und trat zusammen mit Michael Bartels auf einem Maserati MC12 des deutschen Vitaphone Racing Teams an. Die beiden gewannen zwei Rennen, unter anderem das 24-Stunden-Rennen von Spa-Francorchamps, und belegten den zweiten Gesamtrang. Anschließend trat er im Winter 2005/06 im Formelsport für das deutsche Team in der A1 Grand Prix an. Er teilte sich das Cockpit mit Adrian Sutil und Sebastian Stahl. Scheider war der Pilot mit den meisten Einsätzen und der einzige deutsche Pilot, der Punkte erzielte. Sein bestes Resultat erzielte er beim Hauptrennen in Laguna Seca, das er auf dem zweiten Platz beendete. 2006 trat er in einem Ferrari 430 GT2 zu einem Rennen der FIA-GT-Meisterschaft an und gewann die GT2-Wertung.

### DTM für Audi (2006–2016)

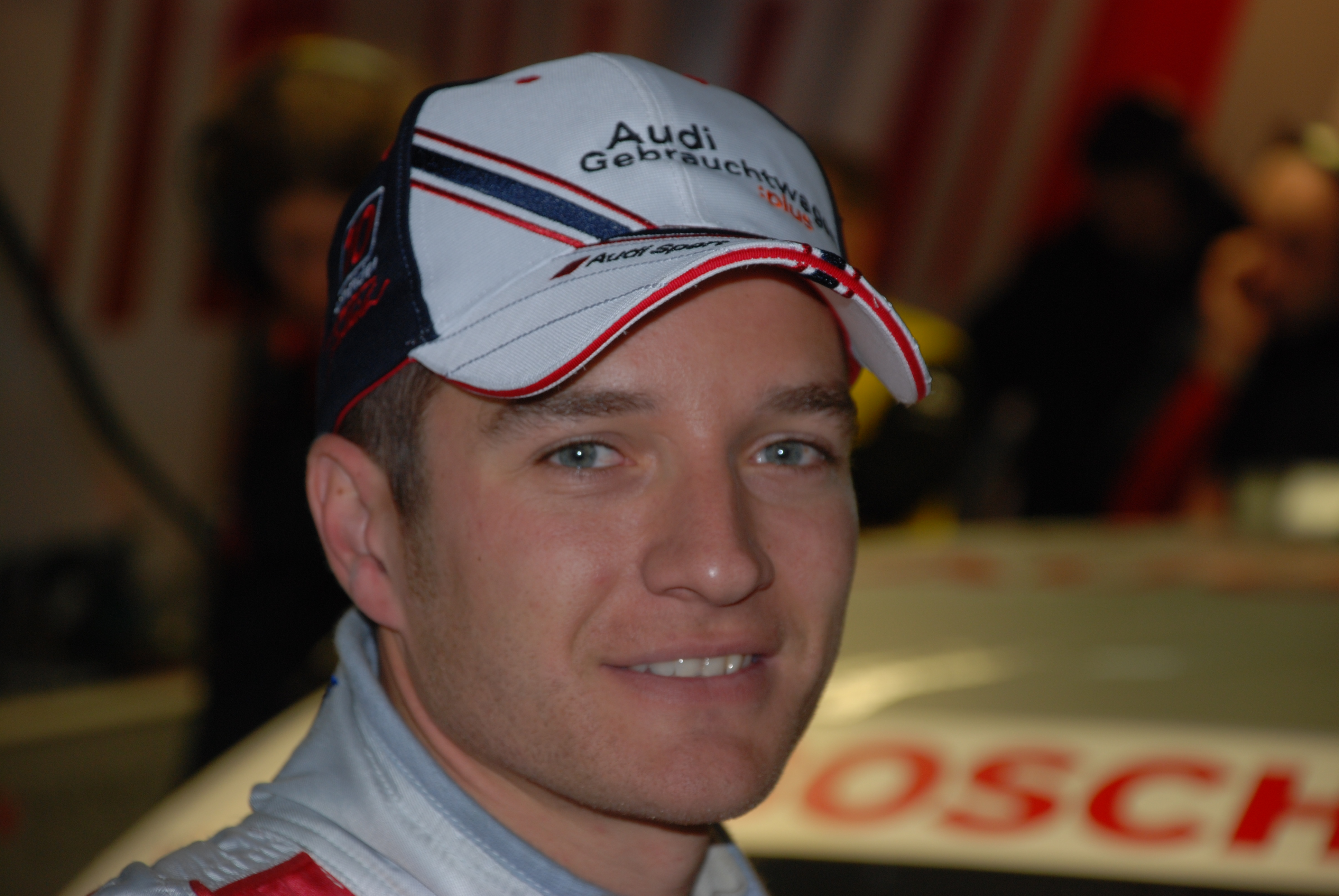
Timo Scheider 2008

Scheiders Hauptaugenmerk lag 2006 allerdings auf seine Rückkehr in die DTM. Er erhielt beim Team Rosberg einen Audi aus der vorherigen Saison und wurde Teamkollege von Frank Stippler. Er erzielte regelmäßig Punkte und beendete die Saison auf dem zehnten Platz der Fahrerwertung. Teamintern setzte er sich mit 12 zu 3 Punkten gegen Stippler durch. 2007 wechselte Scheider zu Abt Sportsline und erhielt ein aktuelles Modell des Audi A4 DTM. Nachdem er bereits dreimal Vierter geworden war, folgte beim Saisonfinale in Hockenheim mit einem zweiten Platz seine erste Podest-Platzierung in der DTM überhaupt. Als drittbester Pilot seines Teams schloss er die Saison auf dem siebten Platz der Fahrerwertung ab.

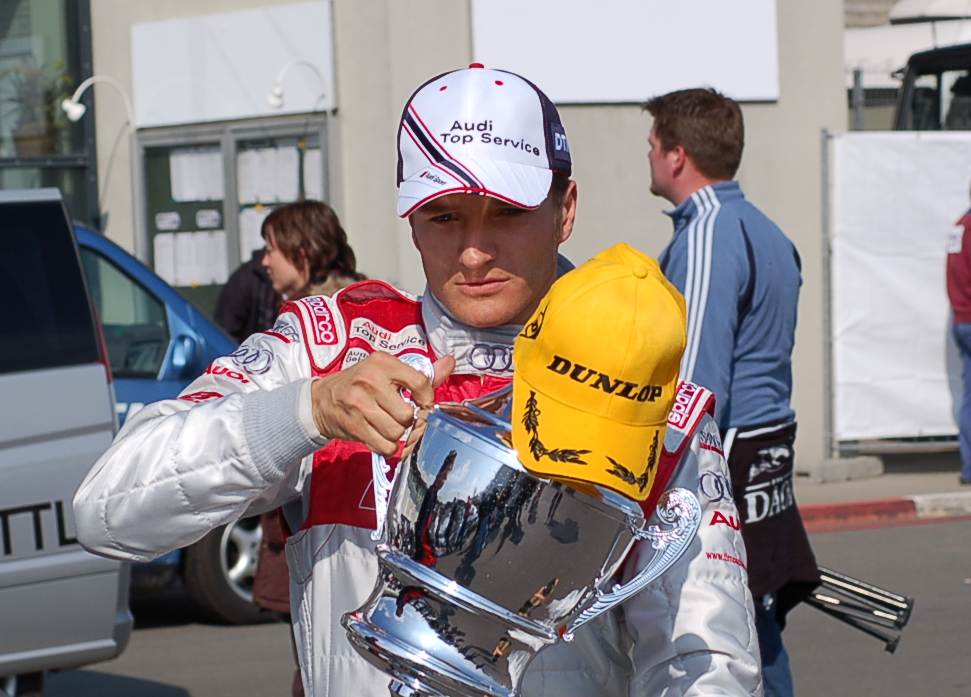
Scheider nach seinem ersten DTM-Sieg in Oschersleben 2008

2008 absolvierte Scheider seine zweite Saison in einem aktuellen Audi A4 DTM. Bereits beim zweiten Saisonrennen in Oschersleben fuhr Scheider den ersten DTM-Sieg seiner Karriere ein. Er kam in dieser Saison nur bei einem Rennen nicht in die Punkteränge und stand insgesamt acht Mal auf dem Podium. Mit 75 zu 71 Punkten setzte er sich gegen Paul di Resta durch und wurde zum ersten Mal DTM-Meister.

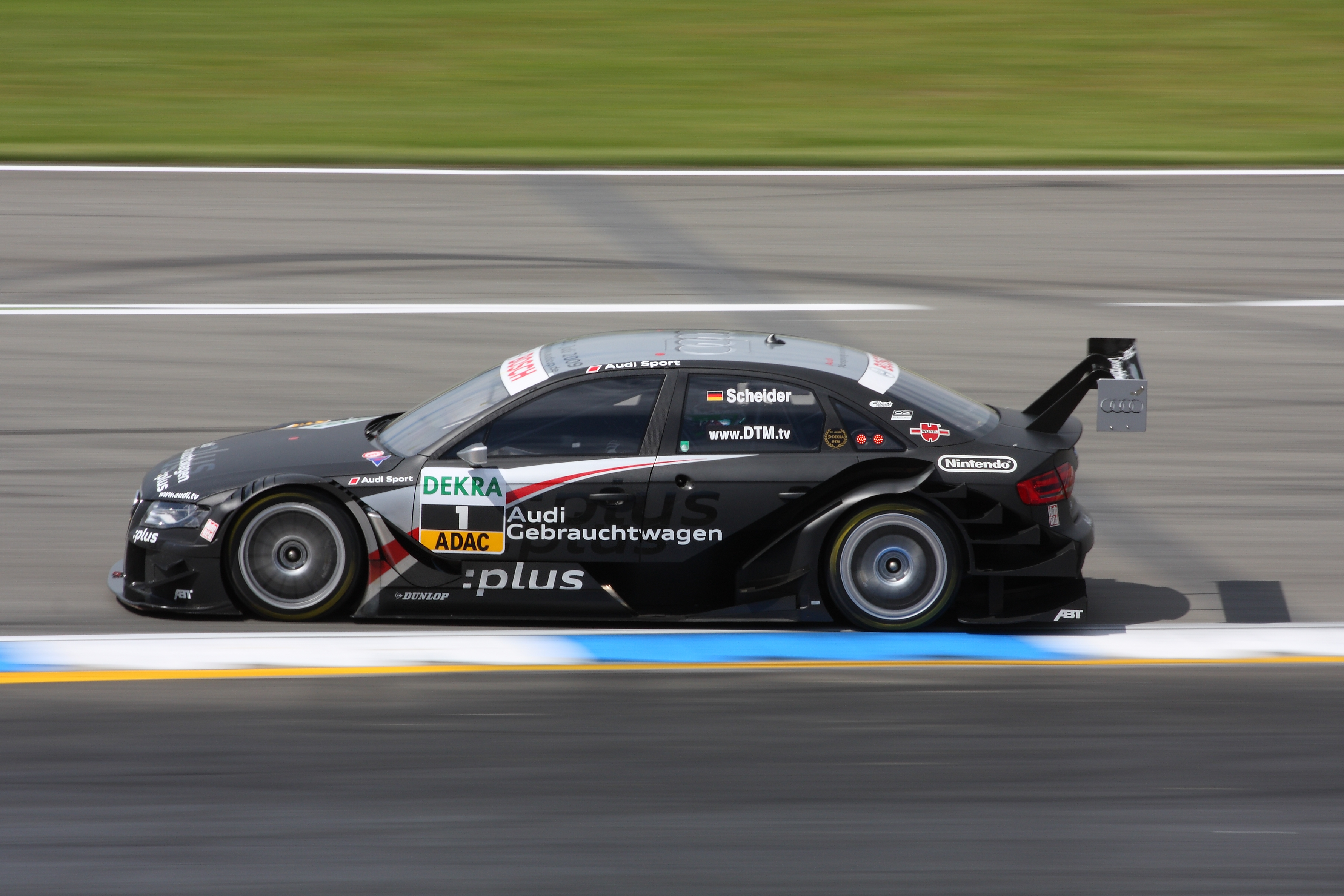
Scheider beim Saisonauftakt der DTM 2009 in Hockenheim

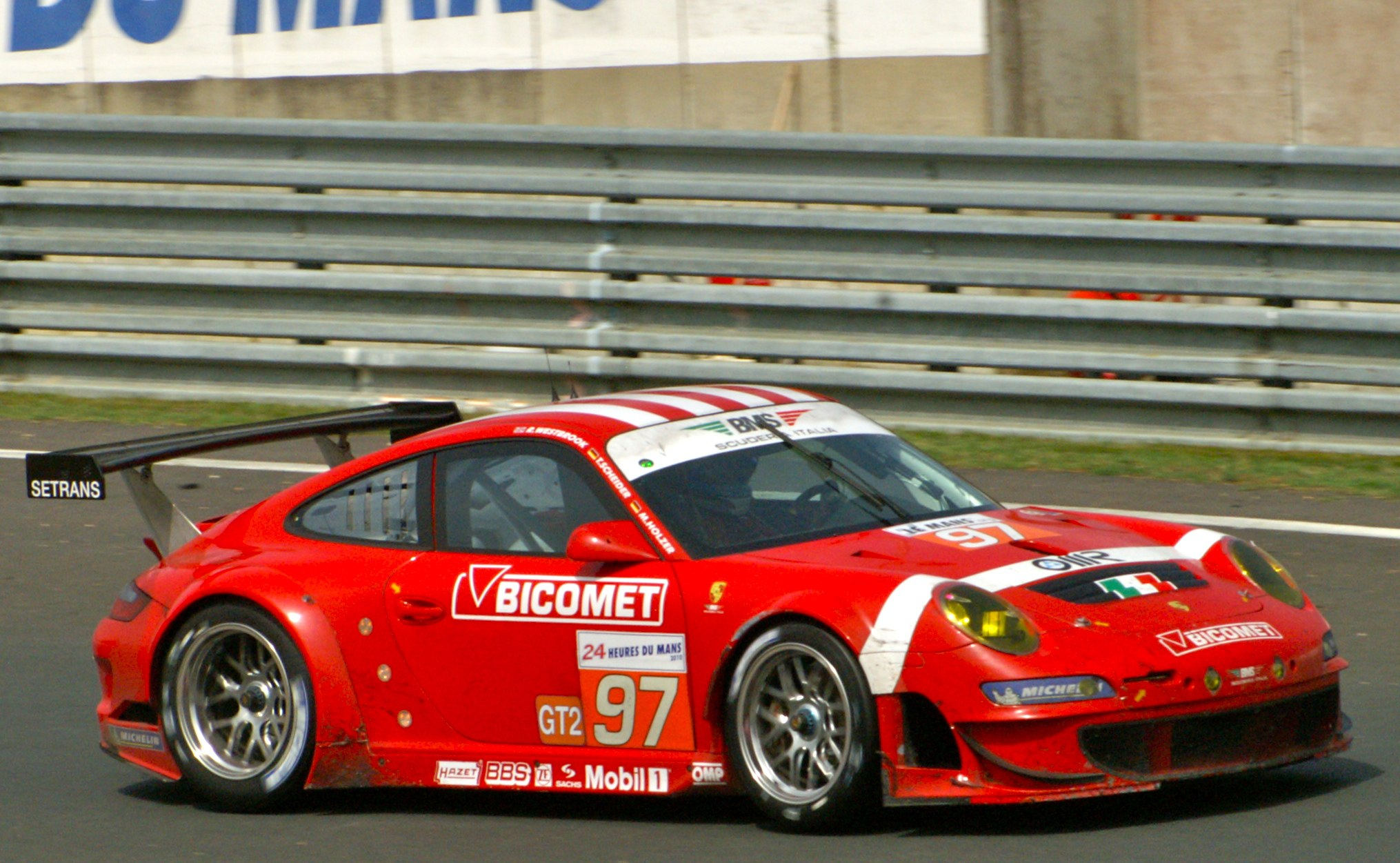
Im Porsche 997 GT3 RSR beim 24-Stunden-Rennen von Le Mans 2010

In der Saison 2009 gelang es Scheider, seinen DTM-Titel zu verteidigen. Er punktete nur bei einem Rennen nicht, stand insgesamt sechs Mal auf dem Podest und gewann zwei Rennen. In der Meisterschaft setzte er sich mit 64 zu 59 Punkten gegen Gary Paffett durch. Er war damit der erste DTM-Pilot nach Bernd Schneider, der seinen Titel verteidigte. Darüber hinaus gewann zum dritten Mal ein Pilot von Abt Sportsline bzw. Audi den Meistertitel. Dies war in der Geschichte der DTM zuvor noch keinem Team bzw. Hersteller gelungen.
2010 blieb Scheider bei Abt Sportsline. Während er in den ersten fünf Rennen stets Punkte erzielte, aber nicht auf dem Podest stand, beendete er von den letzten sechs Rennen fünf auf dem Podest und entschied eines für sich. Als bester Audi-Pilot beendete er diese Saison auf dem vierten Meisterschaftsplatz. Darüber hinaus debütierte er 2010 beim 24-Stunden-Rennen von Le Mans in einem Porsche 997 GT3 RSR, der von der BMS Scuderia Italia eingesetzt wurde. 2011 bestritt Scheider seine elfte DTM-Saison und seine fünfte für Abt Sportsline. Mit einem zweiten Platz als bestes Resultat beendete er das Jahr auf dem vierten Platz der Gesamtwertung. Außerdem nahm er 2011 an einem Rennen der Blancpain Endurance Series teil und gewann dabei die GT3-Pro-Wertung. Zudem wurde er Dritter beim 24h-Rennen Nürburgring. In der DTM-Saison 2012 erhielt Scheider einen Audi A5 DTM, der von Abt Sportline eingesetzt wurde. Zwar fuhr Scheider eine schnellste Rennrunde und erzielte eine Pole-Position, eine Podest-Platzierung gelang ihm aber nicht. Es war die erste Saison in seiner Zeit bei Abt, in der er ohne Podest-Platzierung blieb. Zwei sechste Plätze waren seine besten Resultate. Am Ende der Saison lag er auf dem 14. Platz der Fahrerwertung. 2013 ging Scheider ein weiteres Mal für Abt in der DTM an den Start. Mit einem dritten Platz als bestem Resultat schloss er die Saison als Gesamtzehnter ab.
2014 kehrte Scheider zu Phoenix Racing zurück, die inzwischen ebenfalls Audis einsetzten. Mit einem dritten Platz als bestem Ergebnis wurde er Neunter in der Fahrerwertung. 2015 blieb Scheider bei Phoenix Racing in der DTM. Er wählte die 10 als seine Startnummer. Beim zweiten Spielberg-Rennen wurde Scheider disqualifiziert. Scheider wurde zunächst von Pascal Wehrlein überholt, nachdem er hinter Wehrleins langsamer fahrendem Markenkollegen Robert Wickens hinterhergefahren war. Vor der nächsten Kurve bremste Scheider später als Wickens und schob so Wickens in Wehrlein hinein. Beide Fahrer schieden aus, während Scheider als Sechster ins Ziel fuhr. Die Rennkommissare sahen die Schuld für diesen Zwischenfall bei Scheider und disqualifizierten ihn. Kurz vor dem Zwischenfall war über Scheiders Boxenfunk Audi-Motorsportchef Wolfgang Ullrich zu hören, der die Anweisung „Timo, schieb ihn raus“ funkte. Als Folge der Kollision sperrte der Deutsche Motor Sport Bund Scheider für zwei Rennen in Wolokolamsk, Audi wurde 62 Punkte aus dem Rennen in Spielberg für die Markenwertung aberkannt und 200.000 € Geldstrafe verhängt. Das Verhalten von Team und Fahrer habe „dem Ansehen des Motorsports in der Öffentlichkeit massiv [geschadet]“. Scheider wurde während seiner Sperre durch Antonio Giovinazzi vertreten. Nach einer Rückkehr gewann er ein Rennen in Hockenheim. Er beendete die Saison auf dem 18. Gesamtrang.
Die DTM-Saison 2016 absolvierte Scheider erneut für Phoenix. Ein sechster Platz war sein bestes Ergebnis und er wurde als schlechtester Audi-Stammpilot 22. in der Fahrerwertung. Scheider erfuhr einen Tag vor dem letzten Rennwochenende telefonisch, dass Audi seinen zum Jahresende auslaufenden Vertrag nicht mehr verlängern werde. Scheider beendete darauf nach 16 Saisons seine DTM-Karriere.

## Persönliches
Timo Scheider lebt im österreichischen Lochau. Er war elf Jahre mit Jasmin Rubatto, der Tochter von „Mister Superbike“ Peter Rubatto liiert und hat mit ihr einen Sohn. Die beiden trennten sich im April 2010. Im Juli 2016 wurde er neuerlich Vater. Die Mutter des Kindes ist seine langjährige Lebensgefährtin Jessica Hinterseer, die ältere Tochter von Hansi Hinterseer. 2011 erhielt er das Bundes-Ehrenzeichen.

## Sonstiges
Im Oktober 2008 wurde Timo Scheider zum ADAC Motorsportler des Jahres gewählt.
Seit November 2008 ist Timo Scheider Botschafter der Stiftung für Rückenmarksforschung Wings for Life. Ebenso ist er Initiator der Charity-, Sport- und Family-Eventreihe Race4Kids, die sich zum Ziel setzt, benachteiligten Kindern und Familien in Deutschland und Österreich zu unterstützen.
In der Fernsehshow TV total Stock Car Crash Challenge am 29. November 2008 und am 9. Oktober 2010 gewann er jeweils das Rennen der Klasse bis 1900 cm³.
Ab 1997 wurde er von Willi Weber gemanagt.

## Statistik

### Karrierestationen
| - 1989–1994: Kartsport - 1995: Deutsche Formel Renault 1800 (Meister) - 1996: Deutsche Formel Renault 2000 (Platz 4) - 1997: Deutsche Formel 3 (Platz 2) - 1998: Deutsche Formel 3 (Platz 7) - 1999: Deutsche Formel 3 (Platz 6) - 2000: DTM (Platz 12) - 2001: DTM (Platz 20) - 2002: DTM (Platz 8) | - 2003: DTM (Platz 8) - 2004: DTM (Platz 8) - 2005: FIA-GT (Platz 2) - 2006: A1 Grand Prix - 2006: DTM (Platz 10) - 2006: FIA-GT, GT2 (Platz 18) - 2007: DTM (Platz 7) - 2008: DTM (Meister) - 2009: DTM (Meister) | - 2010: DTM (Platz 4) - 2011: DTM (Platz 4) - 2011: Blancpain Endurance Series, GT3 Pro (Platz 8) - 2012: DTM (Platz 14) - 2013: DTM (Platz 10) - 2014: DTM (Platz 9) - 2015: DTM (Platz 18) - 2016: DTM (Platz 22) |

### Le-Mans-Ergebnisse
| Jahr | Team                    | Fahrzeug            | Teamkollege       | Teamkollege  | Platzierung | Ausfallgrund |
| ---- | ----------------------- | ------------------- | ----------------- | ------------ | ----------- | ------------ |
| 2010 | BMS Scuderia Italia SpA | Porsche 997 GT3 RSR | Richard Westbrook | Marco Holzer | Rang 14     |              |

### Einzelergebnisse in der DTM
| Saison | Team                    | Hersteller | 1   | 2   | 3   | 4   | 5   | 6    | 7   | 8   | 9   | 10  | 11  | 12  | 13  | 14  | 15  | 16  | 17  | 18  | Punkte | Rang |
| ------ | ----------------------- | ---------- | --- | --- | --- | --- | --- | ---- | --- | --- | --- | --- | --- | --- | --- | --- | --- | --- | --- | --- | ------ | ---- |
| 2000   | Team Holzer             | Opel       | HO1 | HO1 | OS1 | OS1 | NOR | NOR  | SAC | SAC | NÜ1 | NÜ1 | OS2 | OS2 | NÜ2 | NÜ2 | HO2 | HO2 |     |     | 45     | 12.  |
| 2000   | Team Holzer             | Opel       | 4   | 4   | 5   | 7   | 12  | 11   | 7   | 7   | 16  | 11  | 8   | 9   | 11  | 16  | 11  | DNF |     |     | 45     | 12.  |
| 2001   | Team Holzer             | Opel       | HO1 | NÜ1 | OSC | SAC | NOR | LAU  | NÜ2 | SPI | ZAN | HO2 |     |     |     |     |     |     |     |     | 7      | 20.  |
| 2001   | Team Holzer             | Opel       | 11  | 10  | 12  | 12  | DNF | 11   | DNF |     | 6   | DNF |     |     |     |     |     |     |     |     | 7      | 20.  |
| 2002   | Team Holzer             | Opel       | HO1 | ZOL | DON | SAC | NOR | LAU  | NÜR | SPI | ZAN | HO2 |     |     |     |     |     |     |     |     | 10     | 8.   |
| 2002   | Team Holzer             | Opel       | 5   | 5   | DNF | 6   | DNS | 10   | 7   | 8   | 5   | 4   |     |     |     |     |     |     |     |     | 10     | 8.   |
| 2003   | Team Phoenix            | Opel       | HO1 | ADR | NÜ1 | LAU | NOR | DON  | NÜ2 | SPI | ZAN | HO2 |     |     |     |     |     |     |     |     | 12     | 8.   |
| 2003   | Team Phoenix            | Opel       | 7   | 15  | 13  | 4   | 16  | 8    | 7   | DNF | DNF | 7   |     |     |     |     |     |     |     |     | 12     | 8.   |
| 2004   | Team Holzer             | Opel       | HO1 | EST | ADR | LAU | NOR | SHA1 | NÜR | OSC | ZAN | BRN | HO2 |     |     |     |     |     |     |     | 15     | 8.   |
| 2004   | Team Holzer             | Opel       | 8   | 6   | 5   | 16  | DNF | DNF  | 6   | 7   | 12  | 7   | 9   |     |     |     |     |     |     |     | 15     | 8.   |
| 2006   | Team Rosberg            | Audi       | HO1 | LAU | OSC | BRH | NOR | NÜR  | ZAN | BAR | LEM | HO2 |     |     |     |     |     |     |     |     | 12     | 10.  |
| 2006   | Team Rosberg            | Audi       | 8   | 9   | 14  | 10  | 7   | 7    | 6   | DNF | 8   | 6   |     |     |     |     |     |     |     |     | 12     | 10.  |
| 2007   | Abt Sportsline          | Audi       | HO1 | OSC | LAU | BRH | NOR | MUG  | ZAN | NÜR | BAR | HO2 |     |     |     |     |     |     |     |     | 25     | 7.   |
| 2007   | Abt Sportsline          | Audi       | 9   | 4   | 5   | 13  | 14  | DNF  | 4   | 4   | DNF | 2   |     |     |     |     |     |     |     |     | 25     | 7.   |
| 2008   | Abt Sportsline          | Audi       | HO1 | OSC | MUG | LAU | NOR | ZAN  | NÜR | BRH | BAR | LEM | HO2 |     |     |     |     |     |     |     | 75     | 1.   |
| 2008   | Abt Sportsline          | Audi       | 2   | 1   | 10  | 2   | 3   | 2    | 5   | 1   | 2   | 6   | 1   |     |     |     |     |     |     |     | 75     | 1.   |
| 2009   | Abt Sportsline          | Audi       | HO1 | LAU | NOR | ZAN | OSC | NÜR  | BRH | BAR | DIJ | HO2 |     |     |     |     |     |     |     |     | 64     | 1.   |
| 2009   | Abt Sportsline          | Audi       | 2   | 5   | 4   | DSQ | 1   | 2    | 2   | 1   | 6   | 2   |     |     |     |     |     |     |     |     | 64     | 1.   |
| 2010   | Abt Sportsline          | Audi       | HO1 | VAL | LAU | NOR | NÜR | ZAN  | BRH | OSC | HO2 | ADR | SHA |     |     |     |     |     |     |     | 53     | 4.   |
| 2010   | Abt Sportsline          | Audi       | 7   | 4   | 8   | 5   | 4   | 3    | 3   | 11  | 2   | 1   | 3   |     |     |     |     |     |     |     | 53     | 4.   |
| 2011   | Abt Sportsline          | Audi       | HO1 | ZAN | SPI | LAU | NOR | NÜR  | BRH | OSC | VAL | HO2 |     |     |     |     |     |     |     |     | 36     | 4.   |
| 2011   | Abt Sportsline          | Audi       | 4   | 5   | 7   | 2   | 4   | 4    | 16  | DNF | 4   | 7   |     |     |     |     |     |     |     |     | 36     | 4.   |
| 2012   | Abt Sportsline          | Audi       | HO1 | LAU | BRH | SPI | NOR | NÜR  | ZAN | OSC | VAL | HO2 |     |     |     |     |     |     |     |     | 19     | 14.  |
| 2012   | Abt Sportsline          | Audi       | DNF | 6   | DNF | 6   | 16  | 9    | DNF | 10  | DNF | 12  |     |     |     |     |     |     |     |     | 19     | 14.  |
| 2013   | Abt Sportsline          | Audi       | HO1 | BRH | SPI | LAU | NOR | MOS  | NÜR | OSC | ZAN | HO2 |     |     |     |     |     |     |     |     | 37     | 10.  |
| 2013   | Abt Sportsline          | Audi       | 6   | 9   | 16  | 20  | DNF | 9    | DNF | 5   | 3   | 13  |     |     |     |     |     |     |     |     | 37     | 10.  |
| 2014   | Audi Sport Team Phoenix | Audi       | HO1 | OSC | HUN | NOR | MOS | SPI  | NÜR | LAU | ZAN | HO2 |     |     |     |     |     |     |     |     | 44     | 9.   |
| 2014   | Audi Sport Team Phoenix | Audi       | 9   | 7   | DNF | 10  | DNF | 5    | DNF | 3   | 9   | 6   |     |     |     |     |     |     |     |     | 44     | 9.   |
| 2015   | Audi Sport Team Phoenix | Audi       | HO1 | HO1 | LAU | LAU | NOR | NOR  | ZAN | ZAN | SPI | SPI | MOS | MOS | OSC | OSC | NÜR | NÜR | HO2 | HO2 | 51     | 18.  |
| 2015   | Audi Sport Team Phoenix | Audi       | DNF | 12  | 8   | 4   | 16  | 16   | 14  | 15  | 16  | DSQ | EX  | EX  | 12  | 12  | DNF | DNF | 1   | 5   | 51     | 18.  |
| 2016   | Audi Sport Team Phoenix | Audi       | HO1 | HO1 | SPI | SPI | LAU | LAU  | NOR | NOR | ZAN | ZAN | MOS | MOS | NÜR | NÜR | HUN | HUN | HO2 | HO2 | 13     | 22.  |
| 2016   | Audi Sport Team Phoenix | Audi       | DNF | DNF | 17  | 10  | 17  | 16   | 16  | 16  | 11  | DNF | 9   | 13  | 21  | 11  | 9   | 6   | 16  | 18  | 13     | 22.  |

| Legende  | Legende            | Legende                                                          |
| Farbe    | Abkürzung          | Bedeutung                                                        |
| -------- | ------------------ | ---------------------------------------------------------------- |
| Gold     | –                  | Sieg                                                             |
| Silber   | –                  | 2. Platz                                                         |
| Bronze   | –                  | 3. Platz                                                         |
| Grün     | –                  | Platzierung in den Punkten                                       |
| Blau     | –                  | Klassifiziert außerhalb der Punkteränge                          |
| Violett  | DNF                | Rennen nicht beendet (did not finish)                            |
| Violett  | NC                 | nicht klassifiziert (not classified)                             |
| Rot      | DNQ                | nicht qualifiziert (did not qualify)                             |
| Rot      | DNPQ               | in Vorqualifikation gescheitert (did not pre-qualify)            |
| Schwarz  | DSQ                | disqualifiziert (disqualified)                                   |
| Weiß     | DNS                | nicht am Start (did not start)                                   |
| Weiß     | WD                 | zurückgezogen (withdrawn)                                        |
| Hellblau | PO                 | nur am Training teilgenommen (practiced only)                    |
| Hellblau | TD                 | Freitags-Testfahrer (test driver)                                |
| ohne     | DNP                | nicht am Training teilgenommen (did not practice)                |
| ohne     | INJ                | verletzt oder krank (injured)                                    |
| ohne     | EX                 | ausgeschlossen (excluded)                                        |
| ohne     | DNA                | nicht erschienen (did not arrive)                                |
| ohne     | C                  | Rennen abgesagt (cancelled)                                      |
| ohne     | keine WM-Teilnahme |                                                                  |
| sonstige | P/fett             | Pole-Position                                                    |
| sonstige | 1/2/3/4/5/6/7/8    | Punktplatzierung im Sprint-/Qualifikationsrennen                 |
| sonstige | SR/kursiv          | Schnellste Rennrunde                                             |
| sonstige | *                  | nicht im Ziel, aufgrund der zurückgelegten Distanz aber gewertet |
| sonstige | ()                 | Streichresultate                                                 |
| sonstige | unterstrichen      | Führender in der Gesamtwertung                                   |

1 Das Rennen in Shanghai zählte nicht zur Meisterschaft.